# Chu Hạc Tân
Chu Hạc Tân (tiếng Trung giản thể: 朱鹤新, bính âm Hán ngữ: Zhū Hèxīn, sinh tháng 3 năm 1968, người Hán) là doanh nhân, chính trị gia nước Cộng hòa Nhân dân Trung Hoa. Ông là Ủy viên dự khuyết Ủy ban Trung ương Đảng Cộng sản Trung Quốc khóa XX, hiện là Bí thư Đảng ủy, Chủ tịch Tập đoàn Trung Tín. Ông từng là Phó Tỉnh trưởng Tứ Xuyên; Phó Hành trưởng của 3 ngân hàng gồm Ngân hàng Nhân dân Trung Quốc, Ngân hàng Trung Quốc, và Ngân hàng Giao thông.
Chu Hạc Tân là đảng viên Đảng Cộng sản Trung Quốc, học vị Cử nhân Kinh tế, Kinh tế sư cao cấp. Ông có sự nghiệp phần lớn trong ngành ngân hàng, xí nghiệp nhà nước Trung Quốc.

## Xuất thân và giáo dục
Chu Hạc Tân sinh vào tháng 3 năm 1968 tại huyện Khải Đông, nay là thành phố cấp huyện Khải Đông của địa cấp thị Nam Thông, tỉnh Giang Tô, Cộng hòa Nhân dân Trung Hoa. Ông lớn lên và tốt nghiệp cao trung ở Khải Đông, vào năm 1987 thì thi cao khảo và đỗ Đại học Tài chính và Kinh tế Thượng Hải, nhập học hệ thông tin của trường từ tháng 9 cùng năm, tốt nghiệp cử nhân chuyên ngành hệ thống thông tin quản lý kinh tế vào tháng 7 năm 1991. Vào tháng 9 năm 1999, ông được kết nạp Đảng Cộng sản Trung Quốc. Sau đó, từ tháng 9 năm 2001 đến tháng 10 năm 2003, ông theo học chương trình nghiên cứu sinh tiến tu sau đại học về tài chính chuyên nghiệp ở hệ tài chính của Đại học Nam Kinh. Ông từng tham gia các khóa chính trị gồm bồi dưỡng huấn luyện cán bộ trung, thanh niên khóa 29 từ tháng 9 năm 2010 đến tháng 1 năm 2011; tiến tu cán bộ cấp tỉnh, bộ khóa 53 giai đoạn tháng 3–7 năm 2013, đều tại Trường Đảng Trung ương Đảng Cộng sản Trung Quốc.

## Sự nghiệp

### Ngân hàng Giao thông
Tháng 8 năm 1991, sau khi tốt nghiệp trường Tài Kinh Thượng Hải, Chu Hạc Tân được phân về quê nhà Nam Thông, Giang Tô làm nhân viên của Nhà máy In nhuộm số 1 Nam Thông. Ông làm việc ở đây hơn 2 năm thì được nhận vào Ngân hàng Giao thông (BOCOM) – một trong những ngân hàng thương mại lớn nhất Trung Quốc đại lục – chi nhánh Nam Thông, bắt đầu ở vị trí kế toán viên bậc phó khoa viên rồi khoa viên của khoa kế toán gửi và chuyển tiền thuộc Bộ phận Nghiệp vụ quốc tế tại chi nhánh. Tháng 6 năm 1997, ông được bổ nhiệm làm Phó Hành trưởng BOCOM Nam Thông chi nhánh Khu Khai phát, sang đầu năm 1998 thì trở lại BOCOM Nam Thông làm Phó Chủ nhiệm Bộ phận Nghiệp vụ quốc tế. Tháng 2 năm 1992, ông được thăng chức làm Giám đốc Bộ phận Nghiệp vụ quốc tế kiêm Chủ nhiệm Bộ phận Kinh doanh, chuyển vị trí là Giám đốc Bộ phận Marketing từ tháng 2 năm 2000, rồi Trưởng phòng Marketing khi bộ phận này được cải tổ từ tháng 5 cùng năm. Đến tháng 11 năm 2000, Chu Hạc Tân được bổ nhiệm làm Phó Hành trưởng BOCOM Nam Thông, là Ủy viên Đảng ủy của chi nhánh này. Giữ chức vụ này được 1 năm thì ông chuyển sang Tô Châu làm Phó Bí thư Đảng ủy, Phó Hành trưởng BOCOM Tô Châu, rồi Bí thư Đảng ủy, Hành trưởng từ tháng 2 năm 2002. Tháng 11 năm 2006, ông tiếp tục chuyển chi nhánh, nhậm chức Bí thư Đảng ủy, Hành trưởng BOCOM Nam Kinh, rồi thăng tiến làm Bí thư Đảng ủy, Hành trưởng BOCOM Giang Tô từ tháng 1 năm 2009. Sthang tháng 2 năm 2010, ông được điều về trụ sở làm Tổng giám nghiệp vụ, Giám đốc bộ phận nghiệp vụ cơ cấu công ty kiêm Phó Tổng tài thường vụ bộ phận quản lý BOCOM Bắc Kinh, rồi kiêm Bí thư Đảng ủy, Hành trưởng BOCOM Bắc Kinh từ tháng 10 năm 2011, được bầu là Ủy viên Đảng ủy vào cuối năm này. Tháng 4 năm 2012, ông thêm nhiệm vụ là Tổng tài BOCOM Bắc Kinh, trở thành Phó Hành trưởng BOCOM từ tháng 1 năm 2013.

### Vị trí cấp cao
Tháng 3 năm 2015, sau hơn 20 năm công tác ở Ngân hàng Giao thông, Chu Hạc Tân được điều tới Ngân hàng Trung Quốc, nhậm chức Phó Hàng trường, Ủy viên Đảng ủy ngân hàng, sau đó kiêm nhiệm là Đồng sự chấp hành từ thàng 7 cùng năm. Sang tháng 6 năm 2016, ông được điều về Tứ Xuyên, được bổ nhiệm làm Phó Tỉnh trưởng Tứ Xuyên, Thành viên Đảng tổ của Chính phủ Nhân dân tỉnh Tứ Xuyên, và công tác ở hệ thống chính quyền địa phương này trong 2 năm, chịu trách nhiệm về tài chính, thương mại, xúc tiến đầu tư, đối ngoại và Hoa kiều, quản lý công nghiệp và thương mại, kinh tế tư nhân, công nghiệp dịch vụ. Đầu tháng 2 năm 2018, ông ứng cử và trúng cử là đại biểu của Đại hội Đại biểu Nhân dân toàn quốc khóa XIII, nhiệm kỳ 2018–23. Đến tháng 7 cùng năm, ông được điều chuyển trở lại hệ thống ngân hàng, nhậm chức Phó Hành trưởng Ngân hàng Nhân dân Trung Quốc, Ủy viên Đảng ủy ngân hàng. Vào tháng 3 năm 2020, ông được bổ nhiệm làm Bí thư Đảng ủy, Chủ tịch Tập đoàn Trung Tín – một doanh nghiệp nhà nước đại diện cho Bộ Tài chính hoạt động ngành công nghiệp, đầu tư – và kiêm nhiệm thêm vị trí lãnh đạo tập đoàn này như Chủ tịch Công ty hữu hạn cổ phần Trung Tín. Cuối năm 2022, ông tham gia Đại hội Đảng Cộng sản Trung Quốc lần thứ XX từ đoàn đại biểu tài chính trung ương. Trong quá trình bầu cử tại đại hội, ông được bầu là Ủy viên dự khuyết Ủy ban Trung ương Đảng Cộng sản Trung Quốc khóa XX.